# リーマン積分

曲線の下側にある領域の面積としての積分。

リーマン和の列。右上の数値は灰色の矩形の総面積で、函数の積分値に収束する。

数学の実解析の分野において、リーマン積分（リーマンせきぶん、英: Riemann integral）とは、ベルンハルト・リーマンによる区間上の関数の積分の最初の厳密な定式化である。
リーマン積分の源流は、オイラーによる左リーマン和と右リーマン和を用いた逆微分による定積分の近似式にまで遡ることができる。
以後、ラクロワやポアソンを経て、コーシーによって微分とは独立に積分が定義できるようになり、リーマンによって現在の形に定式化された。
多くの関数や実際的な応用に対しては、リーマン積分は微分積分学の基本定理による計算や数値積分による近似計算が可能である。
リーマン積分は ℝn の有界集合上の関数に対して定義されるが、積分範囲にある種の極限を考えることにより、広義リーマン積分が定義される。広義リーマン積分との対比で、通常のリーマン積分を狭義リーマン積分とも呼ぶ。
リーマン積分は積分の多くの性質を示すのに有効であるが、積分と極限との交換に関係する性質を示すには理論的困難を伴うなど、いくつかの技術的欠点がある。この為こうした欠点を補うべくリーマン–スティルチェス積分やルベーグ積分など積分概念の別の定式化方法も提案されている。

## 定義（一次元の場合）

### 区間の分割
区間 [a, b] の分割とは
{\displaystyle a=x_{0}<x_{1}<x_{2}<\cdots <x_{n}=b}
なる形の数の有限列である。各 [xi, xi+1] をこの分割の小区間 (subinterval) と呼ぶ。分割の大きさ (mesh, norm) とは最長の小区間の長さ
{\displaystyle \max _{0\leq i<n}(x_{i+1}-x_{i})}
をいう。区間 I の点付き分割 (tagged partition) P(x, t) とは、各 i に対して xi ≤ ti ≤ xi+1 なる条件を満たす有限数列 t0, …, tn−1 を備えた分割をいう。つまり、点つき分割は分割の各小区間に識別のための点をとったものである。点付き分割の大きさは、（識別点をとらない）通常の分割におけるものと同一とする。

### リーマン和
区間 I 上で定義された実数値函数 f をとる。函数 f の点付き分割 (x0, …, xn; t0, …, ti−1) に関するリーマン和とは
{\displaystyle \sum _{i=0}^{n-1}f(t_{i})(x_{i+1}-x_{i})}
なる形の和をいう。和の各項は函数の識別点における値と小区間の長さの積であるから、従って各項は高さが f(ti) で幅が xi−1 − xi であるような矩形の面積を表す。すなわち、リーマン和はこのような矩形の全体が占める符号付き面積に等しい。

### リーマン積分
大雑把に言って、リーマン積分は函数のリーマン和の分割をどんどん細分していった極限である。この極限が存在するならば、その函数は可積分（積分可能）あるいはもっと明確にリーマン可積分であるという。このときリーマン和は分割を十分細かくすることによっていくらでもリーマン積分に近づけることができる。
重要なことは、分割の大きさはどんどん小さく、極限において 0 となるようにしなければならないことである。さもなくば、ある小区間上で函数を十分に近似することができない。実は、分割の大きさを極限で 0 とすれば積分を定義するのに十分である。具体的に、函数 f のリーマン積分が s に等しいというのは、
条件
任意の ε > 0 に対して適当な δ > 0 を選べば、大きさが δ より小さい任意の点付き分割 (x0, …, xn; t0, …, tn−1) に対して {\displaystyle \left|\sum _{i=0}^{n-1}f(t_{i})(x_{i+1}-x_{i})-s\right|<\varepsilon } とすることができる。
を満足することをいう。

## 定義（一般の次元の場合）

### 区間の分割
ℝn 上のリーマン積分を定義する為、いくつかの概念を定義する。
ℝn の部分集合 I で、
{\displaystyle I=[a_{1},b_{1}]\times \cdots \times [a_{n},b_{n}]}
の形で書けるものを（有界閉）区間といい、I の直径 diam(I) と(n 次元)体積 v(I) を以下のように定義する：
{\displaystyle \operatorname {diam} (I)=\max _{i=1,\ldots ,n}(b_{i}-a_{i}),\quad v(I)=\prod _{i=1}^{n}(b_{i}-a_{i}).}
I を区間とするとき、区間の集合 D で以下の性質を満たすものを I の分割という：
{\displaystyle a_{i}=x_{i,0}<x_{i,1}<\cdots <x_{i,m_{i}}=b_{i}}
を満たす実数の組 {xi,j} が存在し、Ji,j ≔ [xi,j, xi,j+1] とするとき、D は
{\displaystyle J_{1,j_{1}}\times \cdots \times J_{n,j_{n}}}
の形に書ける区間全体の集合である。
さらに組 {\displaystyle \xi =\{\xi _{J}\}_{J\in D}} で「任意の J ∈ D に対し ξJ ∈ J」を満たすものを D の代表系 といい、I の分割 D とその代表系 ξ の組 (D, ξ) を I の点付き分割という。

### リーマン和とリーマン積分
f: ℝn → ℝ を関数とし、I を ℝn 内の区間とし、(D, ξ) を I の点付き分割とするとき、リーマン和 {\displaystyle S_{f}(D,\xi )} を以下のように定義する：
{\displaystyle S_{f}(D,\xi )=\sum _{J\in D}f(\xi _{J})v(J).}
さらに以下の性質を満たす実数 a が存在するとき、f は I 上リーマン可積分であるといい、a を f の I 上の積分値といい、{\textstyle \int _{I}f(x)\,dx} と表す：任意の ε > 0 に対しある δ > 0 が存在し、I の全ての点付き分割 (D, ξ) に対し、
{\displaystyle \max _{J\in D}\operatorname {diam} (J)<\delta \implies \left|S_{f}(D,\xi )-a\right|<\varepsilon .}

## 別定義（細分による定義）
上述した定義には、非常に扱いづらいという困った問題が存在する。そこでリーマン積分のより扱いやすい別な定義を与え、それが先ほどの定義によるものと一致することを証明する。
定義 (細分)
P(x, t), Q(y, s) がともに区間 I の点付き分割とする。分割 Q(y, s) が分割 P(x, t) の細分 (refinement) とは、0 ≤ i ≤ n なる各整数 i に対して整数 r(i) で xi = yr(i) なるものが存在し、かつ r(i) ≤ j < r(i + 1) なる適当な j に対して ti = sj とできるときにいう。
端的に言えば、点付き分割の細分とは、分割に識別点を追加することであり、細分によってその分割の精度は「改良」("refine") される。
一方が他方の細分となっているとき、前者は後者以上であるとすることにより、点付き分割全体の成す集合に半順序を定義することができる。

### 細分によるリーマン積分の定義
f のリーマン積分が s であることの新しい定義を
定義
任意の ε > 0 に対して適当な点付き分割 (x0, …, xn; t0, …, tn−1) を選べば、その任意の細分 (y0, …, ym; s0, …, sm−1) に対して {\displaystyle \left|\sum _{i=0}^{m-1}f(s_{i})(y_{i+1}-y_{i})-s\right|<\varepsilon } とすることができる。
を満たすことと定める。これらはいずれも最終的には、分割を細かくしていけば f のリーマン和がいくらでも s に近づくことを意味する。これはリーマン和をどれほどでも望むだけ近づけても成り立つから、すなわちリーマン和が s に収束することを言うものに他ならない。これらの定義は実際にはもっと一般の有向点族の概念の特別の場合になっている。

### 元の定義との同値性の証明の概要
先に述べたように、これらの二つの定義は同値である。つまり、前者の定義における s が存在するための必要十分条件は後者の定義における s が存在することである。前者から後者が出ることは、ε に対して条件を満足する δ を取り、大きさが δ より小さい点付き分割を選べば、s との差が ε より小さいリーマン和とその分割の任意の細分に対して、細分の大きさはやはり δ より小さいから、細分のリーマン和もやはり s との差が ε 内に収まることからわかる。後者から前者が出ることはダルブー積分を用いれば容易にわかる。まず後者の定義からダルブー積分の定義が出ることはダルブー積分の項を見よ。いま、ダルブー積分函数が前者の定義を満たすことを示す。ε を止めて、分割 y0, …, ym を、対応する上ダルブー和および下ダルブー和がダルブー積分の値 s との差が ε/2 に収まるように選ぶ。I 上の |f(x)| の上限を r とするとき、r = 0 ならば f は恒等的に 0 になる零写像で明らかにリーマン積分もダルブー積分も 0 になるから、以下 r > 0 の場合を考える。m > 1 ならば δ を ε/2r(m − 1) と min{yi+1 − yi} の両方よりも小さくとり、m = 1 ならば δ を 1 より小さくとる。点付き分割 (x0, …, xn; t0, …, tn−1) を選んでそのリーマン和と s との差が ε より小さいことを示さなければならない。
これを見るのに、小区間 [xi, xi+1] を選ぶ。この小区間が適当な小区間 [yj, yj+1] に含まれるならば ƒ(ti) の値は [yj, yj+1] における f の下限 mj と上限 Mj の間にある。全ての小区間がこの性質を持つならば、リーマン和の各項はダルブー和の対応する項で抑えられ、ダルブー和の値を s に近づけることができるから、これで証明は完結する。これは m = 1 の場合であり、証明は終わっているから、以下 m > 1 と仮定する。この場合、ある [xi, xi+1] がどの [yj, yj+1] にも含まれないかもしれない。それどころか、分割 y0, …, ym の二つの小区間に亘って交わりを持つ可能性もある（δ がどの小区間の長さよりも小さいと仮定したから、三つ以上の小区間に亘ることはない）。つまり、記号で書けば、
{\displaystyle y_{j}<x_{i}<y_{j+1}<x_{i+1}<y_{j+2}}
なることが起こり得るということである（ここで全ての不等号は真の不等号であると仮定してよい。なぜならば、そうでなければ長さが δ であると仮定して先ほどの場合に帰着されるからである）。これが起きるのは高々 m − 1 回である。この場合を上手く扱うために、分割 x0, …, xn を yj+1 で細分してリーマン和とダルブー和との差を評価すると、リーマン和の項 ƒ(ti)(xi − xi+1) は二つの項
{\displaystyle f(t_{i})(x_{i}-x_{i+1})=f(t_{i})(x_{i}-y_{j+1})+f(t_{i})(y_{j+1}-x_{i+1})}
に分かれる。ti ∈ [xi, xi+1] と仮定すると、mj ≤ ƒ(ti) ≤ Mj であるから、この項は yj に対応するダルブー和の対応する項で抑えられる。他の項を抑えるために、yj+1 − xi+1 が δ より小さいことに注意して、δ を ε/2r(m − 1)（ただし r は |ƒ(x)| の上限）より小さく取れば、第二項は ε/2(m − 1) より小さい。これが起きるのは高々 m − 1 回であるから、ダルブー和で抑えられない項の総計は高々 ε/2 になる。従って、リーマン和と s との差は高々 ε になる。

## リーマン積分の例
f: [0, 1] → ℝ を至る所 1 である函数とする。[0, 1] 上の f の任意のリーマン和の値は 1 になるから、[0, 1] 上の f のリーマン積分の値も 1 である。
ディリクレの函数 Iℚ: [0, 1] → ℝ は区間 [0, 1] に含まれる有理数全体の成す集合の指示函数、つまり有理数の上で 1, 無理数の上で 0 となるような函数である。この函数はリーマン積分を持たない。これを示すには、リーマン和が 0 および 1 にそれぞれいくらでも近づけることができるような点付き分割を構成すればよい。
点付き分割 (x0, …, xn; t0, …, tn−1) からはじめて、ε > 0 を選ぶ。ti は既に確定しているから、そこでの f の値を変更することはできないが、ti の周りをごく小さい小区間に分ければ ti の寄与は十分小さくすることができるから、新しい識別点を注意深く選べば、リーマン和の値を 0 あるいは 1 の好きなほうとの差を ε より小さくできることを示す。
最初の段階は分割の細分である。ti は n 個あり、それらの寄与の総計を ε より小さくしたい。そこでそれらの点を長さが ε/n より小さい小区間に入るようにすれば、各 ti のリーマン和への寄与は 0 から ε/n の間に収まるから、それらの総計は 0 から ε の間に収まることになる。δ を ε/n より小さな正の数とし、ti たちの二つが互いに δ よりも近くにあるならば、δ をさらに小さく取り直し、また ti と δ 以内に xj があってそれらが異なる場合も δ を小さく取り直す。基準点（ti と xj）の数は有限個だから、有限回の取り直しで δ は十分小さく取れているはずである。
ここで、各 ti に対してさらに二つ、ti − δ/2 および ti + δ/2 を識別点に加える（片方が区間 [0, 1] を外れるならばその点は考えない）と、ti は小区間 [ti − δ/2, ti + δ/2] に対応する識別点になる。ti が直接 xj のどれかの上にあるならば、ti は二つの小区間 [ti − δ/2, xj] と [xj, ti + δ/2] の双方に対応する識別点とする。さらに、これら以外の小区間の識別点を選ばなければならないが、その選び方はいま二種類を挙げることができる。一つは全ての識別点を有理数にとる方法で、これによってリーマン和は可能な限り大きくとれて、1 − εよりも大にすることができる。もう一つは、識別点を全て無理数にとる方法で、これによりリーマンはは可能な限り小さくできて、ε で抑えられる。
任意の分割から始めて、最終的にリーマン和を 0 にも 1 にも望むだけ近くすることができたから、リーマン和が特定の数 s に収束するという主張は偽となり、この函数 f はリーマン可積分でないことが示された。実はこの函数はルベーグ可積分であり、函数が殆ど至る所 0 であるから、ルベーグの意味での積分値は 0 であるけれども、しかしこのことはリーマン積分に影響を及ぼすものではない。
さらに困った例が存在する。Iℚ は（殆ど至る所等しいという意味で）同値なリーマン可積分函数が存在したけれども、どのリーマン可積分函数とも同値でないようなリーマン積分不能な有界函数というものが存在する。例えば、C をスミス–ヴォルテラ–カントール集合とし、その指示函数を IC とする。C はジョルダン可測ではないから IC はリーマン可積分ではない。さらに IC に同値なリーマン可積分函数 g は存在しない。実際、g は IC と同様に稠密集合上 0 でなければならないから、前の例と同様に g の任意のリーマン和は任意の正数 ε に対して 0 との差が ε 以内に収まるような細分を持つ。しかし、g のリーマン積分が存在するならば、それは IC のルベーグ積分である 1/2 に等しくないといけないから、g はリーマン可積分でない。

## 類似概念
リーマン積分の定義によく用いられるのがダルブー積分である。これは、ダルブー積分が技術的に単純で、リーマン可積分性とダルブー可積分性が同値になることによる。
微積分学の教科書によっては、一般の点付き分割を用いずに特定の種類の点付き分割のみに限って用いるものがあるが、分割の種類を限定しすぎると、実際にはリーマン積分不能な函数が可積分であるように見えてしまうことがある。
よくある制限は「左側」リーマン和と「右側」リーマン和である。左側リーマン和は各 i に対して ti = xi ととるもので、右側リーマン和は同じく ti = xi+1 ととるものをいう。これらの制限はだけでは問題となるわけではなく、任意の分割を各 ti で再分割することにより左側リーマン和または右側リーマン和を得ることができる。より厳密な言い方をすれば、左側リーマン和全体の成す集合と右側リーマン和全体の成す集合とは、点付き分割全体の成す集合において共終である。
もうひとつのよくある制限は、各区間の等分割を用いるものである。例えば、[0, 1] の n-番目の等分割は区間 [0, 1/n], [1/n, 2/n], …, [(n − 1)/n, 1] からなる。これもやはりそれ単独で問題となることはないが、その理由は先ほどの左側・右側リーマン和の場合よりも難しい。
しかし、これらの制限を組み合わせて、区間の等分割上で左側または右側リーマン和を考えるのは危険である。初めから函数がリーマン可積分であることがわかっている場合には、そのようなリーマン和から正しい積分値が得られるが、しかし例えばディリクレの函数 Iℚ は、このようなリーマン和を用いると [0, 1] 上可積分で、その値が 1 であるかのように見えてしまう。実際、任意の小区間の端点は有理数になるから、有理数の上で値が 1 であるこの函数は、この分割では常に 1 であるかのように見えてしまう。このように定義することに伴う問題は、積分を二つの部分に分割しようとするときに顕在化する。例えば、次のような等式
{\displaystyle \int _{0}^{{\sqrt {2}}-1}I_{\mathbf {Q} }(x)\,dx+\int _{{\sqrt {2}}-1}^{1}I_{\mathbf {Q} }(x)\,dx=\int _{0}^{1}I_{\mathbf {Q} }(x)\,dx}
は当然の如く成立すべきものであるが、等分割上の左側または右側リーマン和を用いた場合は、左辺の二つの項は（0, 1 以外の全ての端点が無理数になるから）ともに 0 に等しく、他方右辺は既に見たように 1 に等しい。
上述の定義のもと、リーマン積分はこの問題を「Iℚ の積分が存在しない」とすることで回避する。なお、ルベーグ積分はこれらの積分の値が全て 0 となるように定義されている。

## 性質

### 線型性
リーマン積分は線型変換である。すなわち、f, g が有界閉区間 I 上リーマン可積分で、α, β を定数とすると、
{\displaystyle \int _{I}(\alpha f+\beta g)\,dx=\alpha \int _{I}f(x)\,dx+\beta \int _{I}g(x)\,dx}
が成り立つ。函数のリーマン積分は一つの数であるから、これはリーマン積分がリーマン可積分函数全体の成すベクトル空間上の線型汎函数となることを示している。

## 可積分性
有界関数のリーマン可積分性はルベーグ測度を用いて以下のように特徴づけられる：
定理（ルベーグ） ― ℝn の有界閉区間 I 上の有界関数 f: I → ℝ に対し、f が I 上リーマン可積分であることと、f がほとんど至るところ連続である（すなわち f の不連続点全体の集合が零集合である）ことは同値である。
可算集合は測度 0 であるので、上の定理から特に、有界閉区間上の有界函数は不連続点が高々可算個ならリーマン可積分である。
この定理は様々な方法で証明できるが、そのうちの一つは以下のようなものである：
有界集合の指示函数がリーマン可積分であるための必要十分条件は、その集合がジョルダン可測となることである。
閉区間 I 上の実数値単調函数は、不連続点集合が可算（つまりルベーグ測度が 0）であるから、リーマン可積分である。
閉区間 I 上の実数値函数がリーマン可積分ならば、ルベーグ可積分でもある。つまり、リーマン可積分性はルベーグ可積分性よりも「強い」（つまり満たすことが難しい）条件である。
{fn} を閉区間 I 上の一様収束列で、その極限を f とするとき、すべての fn がリーマン可積分であるならば f もまたリーマン可積分で
{\displaystyle \int _{I}f\,dx=\int _{I}(\lim _{n\to \infty }f_{n})dx=\lim _{n\to \infty }\int _{I}f_{n}\,dx}
が成立する。しかし、（点ごとの収束が単調なときの）ルベーグの単調収束定理は成り立たない。

## 一般化
リーマン積分の定義を、任意の n 次元ユークリッド空間 ℝn に値を持つ函数へ拡張することは容易にできる。つまり線型性に基づいて、f = (f1, …, fn) に対して
{\displaystyle \int \mathbf {f} =\left(\int f_{1},\,\dots ,\int f_{n}\right)}
とすればよい。特に、複素数全体は実ベクトル空間であるから、複素数値函数の積分がこの方法でできる。
リーマン積分は有界区間上でのみ定義されていて、その定義を無限区間にまで拡張して適用することはできない。これを回避する最も単純な方法は、無限区間での積分を有界区間での積分の極限、すなわち広義積分として定義することである。式で書けば
{\displaystyle \int _{-\infty }^{\infty }f(t)\,dt=\lim _{x\to \infty }\int _{-x}^{x}f(t)\,dt}
を考えればよさそうに思われるが、不幸にしてこれでは上手くいかない。平行移動不変性（すなわち函数のリーマン積分は、函数を左右に動かしても値が変化しないこと）が成り立たたなくなるからである。例えば、
{\displaystyle f(x)={\begin{cases}-1&(x<0)\\0&(x=0)\\1&(x>0)\end{cases}}}
とすれば
{\displaystyle \int _{-x}^{x}f(t)\,dt=\int _{-x}^{0}f(t)\,dt+\int _{0}^{x}f(t)\,dt=-x+x=0}
が任意の x に対して成り立つが、f(x) を 1 だけ右にずらした f(x − 1) に対しては x > 1 のとき
{\displaystyle \int _{-x}^{x}f(t-1)\,dt=\int _{-x}^{1}f(t-1)\,dt+\int _{1}^{x}f(t-1)\,dt=-(x+1)+(x-1)=-2}
となってしまう。これは不合理ゆえ、次は
{\displaystyle \int _{-\infty }^{\infty }f(t)\,dt=\lim _{a\to -\infty }\lim _{b\to \infty }\int _{a}^{b}f(t)\,dt}
を検討する。このように定義するならば、先ほどの例にとった f の値は +∞ になる。これは先に極限 b → ∞ を取ることによるもので、順番を逆にすれば −∞ を得ることになる。これもやはり不合理であるから、（任意の有限区間での）積分が存在して、それが極限を取る順番に依らずに同じ値を得ることを、積分の定義として要求することになる。それでもなお、広義リーマン積分はもはや一様収束極限と両立しないから、狭義のリーマン積分と全く同じというわけには行かない。例えば (0, n) 上で ƒn(x) = n−1 かつ、それ以外では至る所 0 となるような函数を考えると、任意の n に対して
{\displaystyle \int f_{n}\,dx=1}
だが、ƒn は一様に 0 に収束するから、ƒ ≔ lim ƒn の積分値は 0 であって、
{\displaystyle \int f\,dx\neq \lim \int f_{n}\,dx}
が結論付けられる。これは、狭義のリーマン積分と極限との順序交換に対して最も重要な判定規準であった一様収束性による判定は、広義積分に対してはもはや成り立たないことを示している。そのせいで、広義リーマン積分は応用上の利用が難しいものとなっている。
もっと筋のよい方法は、リーマン積分を離れてルベーグ積分を考えることである。ルベーグ積分の定義は、それが一見してリーマン積分の一般化になっていることが明らかというようなものではない。しかし、狭義リーマン可積分可能な函数がルベーグ可積分であり、両者がともに定義される限りその積分値が一致することを証明するのはさほど困難なことではない。さらに言えば、有界区間上定義された函数 ƒ がリーマン可積分であるための必要十分条件は、函数 ƒ が有界かつその不連続点がルベーグ零集合を成すことである。
実は、リーマン積分を直接に一般化するヘンストック–クルツヴァイル積分がある。またリーマン積分の別な一般化が、リーマン和の定義における因子 xk+1 − xk を別なものに置き換える事で得られる。これは砕けた言い方をすれば積分区間に別な種類の長さを与えることにあたり、リーマン–スティルチェス積分はこのようなやり方の積分法のひとつである。